# Gaming
Gaming (en alemany: [ˈɡamɪŋ]) és un municipi del districte de Scheibbs a la Baixa Àustria. És conegut per la ubicació d'una cartoixa que va ser la casa i lloc de sepiltura del duc Albert II de la dinastia dels Habsburg i, d'ençà el 1991, és el campus principal del programa d'estudis a l'estranger de la Universitat Franciscana de Steubenville.

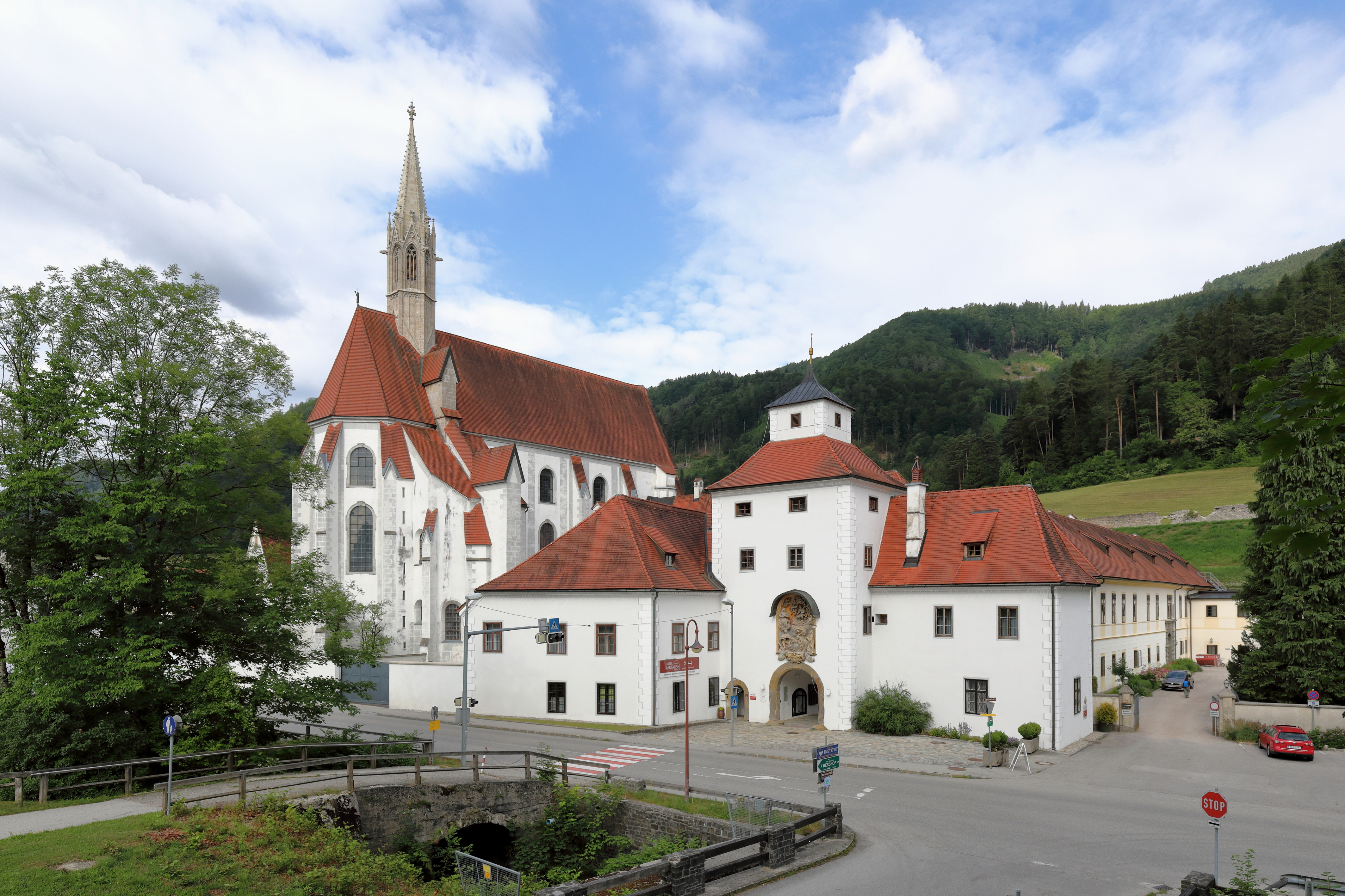
La cartoixa de Gaming

L'economia local s'enfoca principalment a la indústria fustera, l'agricultura, la caça i la pesca. Compta amb una escola secundària dedicada a la formació agrícola.